# Championnat de Suisse de hockey sur glace 1938-1939
Saison précédente Saison suivante
La saison 1938-1939 est la 30e saison du championnat de Suisse de hockey sur glace.

## Ligue nationale A
| Clt   | Équipe                  | PJ | V | D | N | BP | BC | Diff | Pts |
| ----- | ----------------------- | -- | - | - | - | -- | -- | ---- | --- |
| +001, | HC Davos (T)            | 5  | 5 | 0 | 0 | 26 | 3  | +23  | 10  |
| +002, | Zürcher SC              | 5  | 4 | 1 | 0 | 15 | 2  | +13  | 8   |
| +003, | Grasshopper Club Zurich | 5  | 2 | 3 | 0 | 10 | 14 | -4   | 4   |
| +004, | CP Berne                | 5  | 1 | 3 | 1 | 8  | 15 | -7   | 3   |
| +005, | HC Arosa (P)            | 5  | 1 | 3 | 1 | 4  | 21 | -17  | 3   |
| +006, | HC Saint-Moritz         | 5  | 0 | 3 | 2 | 4  | 12 | -8   | 2   |

- En gras : champion de Suisse
- En italique : en barrage de promotion/relégation

Davos remporte le 12e titre de son histoire, le 3e consécutivement. Quant au HC Saint-Moritz, il doit affronter Château-d'Œx pour rester en LNA, mais ce dernier est suspendu par la Ligue. Saint-Moritz se maintient donc en LNA.